# Премія YUNA за найкраще концертне шоу
«YUNA» — щорічна українська щорічна національна професійна музична премія, заснована у 2011 році. Премія за найкращий концерт вручається з п'ятої церемонії вручення, на якій вшановувалися досягнення у музиці за 2015 рік. Тоді вона називалася Подія року. З шостої церемонії нагородження носить назву Найкраще концертне шоу. Рекордсменом за кількістю нагород є гурт The Hardkiss, який має три перемоги

## 2015—2020

### 2016
- «Скрябін. Концерт пам'яті»[1]
  - Концерт «Бумбокс» — «10 років»
  - Концерт Івана Дорна — «Randorn Tour»
  - Музична вистава Тіни Кароль — «Я всё ещё люблю»
  - Музичний проект Святослава Вакарчука — «Вночі»

### 2017
- «The Hardkiss» — «The Hardkiss. Five»[2]
  - «Бумбокс» — «Люди»
  - LOBODA — «К черту любовь»
  - «Время и Стекло» — «Тур 505»
  - «Океан Ельзи» — «Без меж»

### 2018
- «MONATIK» — «Live Show Vitamin D»[3]
  - «Бумбокс» — Всеукраїнський тур «Голий король»
  - Тіна Кароль — Всеукраїнський тур «Інтонації»
  - «Время и Стекло» — Всеукраїнський тур «На стиле»
  - Макс Барських — Концерт «Туманы»

### 2019
- «Скрябін» — Великий стадіонний концерт «Кузьма-50» у Львові
  - «Pianoбой» — Всеукраїнський тур «На вершині»
  - Оля Полякова — Гранд-шоу «Королева ночі»
  - «Океан Ельзи» — Концерт «День незалежності з Океаном Ельзи»
  - The Hardkiss — Шоу «Залізна ластівка»

### 2020
- Monatik — «Love it ритм»
  - Макс Барських — «7»
  - «Антитіла» — «Hello»
  - «Время и Стекло» – «Vislovo»
  - Оля Полякова – «Королева ночі. На біс»